# Museu Regional de Antofagasta

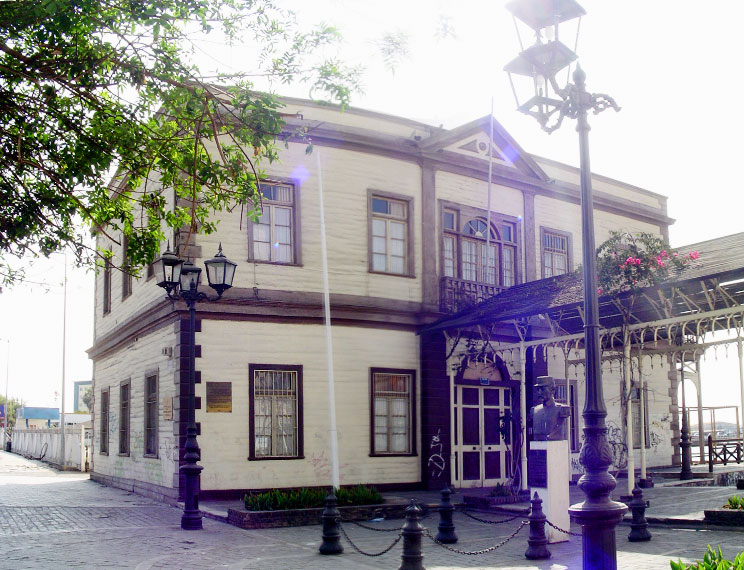
Edifício da Gobernação Marítima de Antofagasta.

O Museu Regional de Antofagasta é um dos 26 museus chilenos administrados pela Direção de Bibliotecas, Arquivos e Museus. Se encontra formado pelos edifícios da ex-Aduana e a ex-Gobernação Marítima de Antofagasta.

## Historia
O Museu Regional de Antofagasta foi inaugurado em 14 de dezembro de 1984, sob o decreto nº 213 do 17 de abril de 1984 da Direção de Bibliotecas, Archivos e Museus. Com tal motivo, o Governo Regional de Antofagasta cedeu os edificios para a instalação del centro cultural, construções as quais foram entregadas em forma definitiva pela Secretaria Regional Ministerial de Bens Nacionais.
O ex-edificio da Gobernação Marítima abriga a parte administrativa do museu, além do laboratorio, videoteca e biblioteca.
O ex-edificio da Aduana de Antofagasta abriga em seu primeiro piso a coleção permanente do museu. O segundo piso es utilizado para as mostras itinerantes, além das conferencias e reuniões. O edificio foi construido em Valparaíso em 1867 por Wetmare & Cía. para sua posterior instalação em Mejillones em setembro de 1869. Foi assinado como Intendência do Chile em Mejillones, depois o Tratado Limítrofe de 1866 entre Chile e Bolívia. Mas em 1888, o governo chileno ordenou o desarme e traslado do edificio para Antofagasta depois do incendio da primeira aduana antofagastina em 1885, onde cumpriu as mesmas funções até 1966.